# Теория за рационалния избор
Теория за рационалния избор, също известна като теория на рационалното действие, е рамка на разбирането и често формалното моделиране на социалното и икономическо поведение. Това е често доминантната теоретична парадигма в микроикономиката. Тя е също централна за модерната политология и е използвана от учените в други дисциплини като социология и философия.
В Теорията за рационалния избор „рационалността“ означава, че някой действа така че да балансира разходите по отношение на печалбите, така че да достигне до максимално превъзходство , независимо дали това ще е да целунеш някого или нещо друго. В теорията за рационалния избор всички решения, щури или напълно нормални, са постулирани като мимикриращи един такъв рационален процес на избор, решение и действие.